# خانواده فوری (فیلم ۱۹۸۹)
خانواده فوری (به انگلیسی: Immediate Family) فیلمی محصول سال ۱۹۸۹ و به کارگردانی جاناتان کاپلان است. در این فیلم بازیگرانی همچون گلن کلوز، جیمز وودز، مری استوارت مسترسون، کوین دیلون، میمی کندی، چارلز لوین و جین گریر ایفای نقش کرده‌اند.